# Український робітничий дім
49°55′05″ пн. ш. 97°08′55″ зх. д. / 49.918° пн. ш. 97.1485° зх. д.
Український робітничий дім (Ukrainian Labour Temple) — культурний центр у північній частині Вінніпега, провінції Манітоби. Ним завідує Товариство об'єднаних українських канадців. Вінніпезький дім є одним із небагатьох, що залишилися від колись великої мережі таких закладів і є одним із найбільших та найстаріших у своєму роді. Будівля була збудована у 1918-1919 роках переважно за рахунок добровільних пожертвувань та волонтерської праці українських канадських робітників, ним завідувала однойменна організація.
Дім розташований на Прічард Авеню 591. У 2000-х роках будівля була відреставрована й занесена до реєстру історичних пам'яток державного значення, а 2009 року передана під опіку Національного історичного музею Канади.
Дім був центром робітничого руху у Вінніпезі (не лише українців), а 1919 року з нього почався Вінніпезький загальний страйк, після придушення якого будівлю брала штурмом поліція.